# Neuenkirchen (près Rheine)
Pour les articles homonymes, voir Neuenkirchen.
Neuenkirchen est une commune de Rhénanie-du-Nord-Westphalie (Allemagne), située dans l'arrondissement de Steinfurt, dans le district de Münster, dans le Landschaftsverband de Westphalie-Lippe.

## Personnalités liées à la ville
- Joseph Epping (1835-1894), astronome né à Neuenkirchen.
- August Rohling (1839-1931), théologien né à Neuenkirchen.
- Rainer Kampling (1953-), théologien né à Neuenkirchen.